# An der Tränke 5 (Korschenbroich)

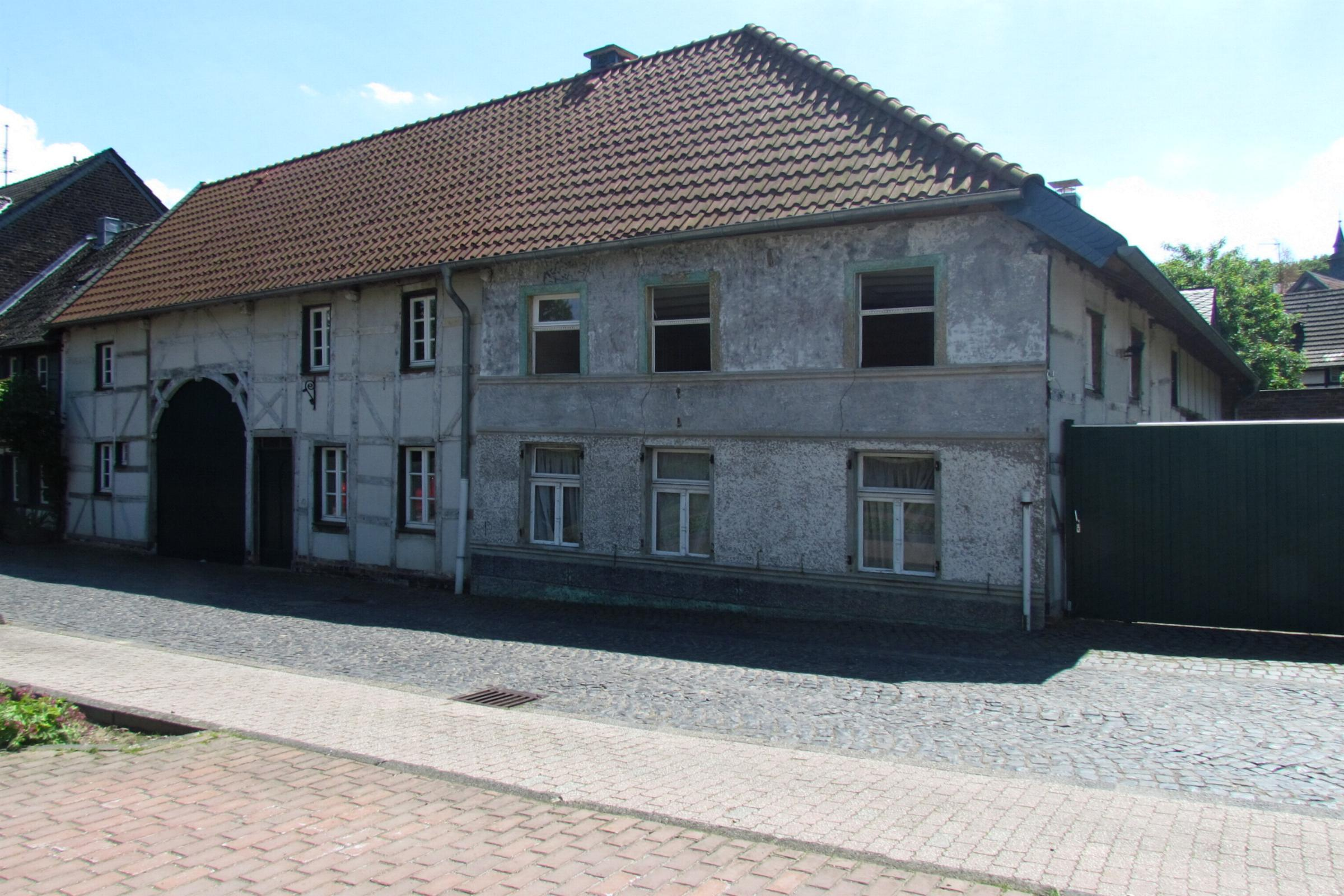
Fachwerkwohnhaus

Das Fachwerkwohnhaus  An der Tränke 5 steht im Stadtteil Liedberg in Korschenbroich  im Rhein-Kreis Neuss in Nordrhein-Westfalen.
Das Haus wurde im 18. Jahrhundert erbaut und unter Nr. 123 am 9. Juni 1987 in die Liste der Baudenkmäler in Korschenbroich eingetragen.

## Architektur
Bei dem Denkmal handelt es sich um ein eineinhalb-geschossiges Fachwerkwohnhaus aus dem 18. Jahrhundert. Das Fachwerk ist heute verputzt; das Haus ist in neuerer Zeit stark verändert worden. Zusammen mit dem Gebäude „An der Tränke 3“ bildete das Haus eine Einheit. Das Haus „An der Tränke 5“ stellt als Bestandteil des denkmalwerten Ensembles des alten historischen Marktes ein Denkmal dar. Liedberg und insbesondere auch der alte noch vorhandene Markt haben für die Stadtgeschichte von Korschenbroich heimatgeschichtliche Bedeutung.